# Baduhenna
Baduhenna ist eine germanische Göttin der Friesen, diese hatten ihr einen Hain geweiht.

Die einzige antike Quelle, die diesen Namen nennt, ist Tacitus, der berichtet, dass in der Nähe dieses Hains im Jahr 28 n. Chr. eine römische Einheit mit 900 Legionären von den Friesen vernichtet worden sei.

„mox compertum a transfugis nongentos Romanorum apud lucum, quern Baduhennae vocant, pugna in posterum extracta confectos, et aliam quadringentorum manum occupata Cruptorigis quondam stipendiari villa, postquam proditio metuebatur, mutuis ictibus procubuisse.“

„Später erfuhr man von Überläufern, daß 900 Römer in einem Hain, den sie der Baduhenna zuschreiben, nach einem Kampf, der sich noch auf den folgenden Tag ausdehnte, aufgerieben wurden und daß weitere 400 Mann, die das Landgut des Cruptorix, eines ehemaligen Söldners, besetzt hatten, aus Furcht vor Verrat sich gegenseitig den Tod gaben.“

 Seit Karl Müllenhoff wird das Erstglied des Namens, Bad-, zu germanisch *badwa- = Kampf gestellt. Das zweite Glied wird mit der häufigen Auslautung -henae wie bei der Göttin Nehalennia und in den Matronennamen verglichen. Daher wird die Funktion der Göttin als eine Kampf- beziehungsweise Kriegsgöttin gedeutet. In der Figur der Baduhenna besteht vermutlich im Namen ein Bezug zu den mittelalterlich überlieferten keltisch-altirischen Bodb. Insbesondere durch die rezenten Forschungsergebnisse (Peter Schrijver, Lauran Toorians) zu keltischen Sprachschichten in den Niederlanden (Substrate) wird ein Einfluss auf die regionale germanische Namensbildungen gesehen, beziehungsweise könnte die Göttin eine mögliche Frühform der Bodb darstellen. Scheungraber rekonstruiert für Baduhenna eine keltische Vorlage der Entlehnungsstufe aus keltisch *Bodu(c)enna- = Kampf-Göttin.